# Epinephelus
Epinephelus – rodzaj ryb okoniokształtnych z rodziny strzępielowatych.

## Klasyfikacja
Gatunki zaliczane do tego rodzaju:
| - Epinephelus adscensionis – granik krasnoplamy - Epinephelus aeneus – granik szary - Epinephelus akaara - Epinephelus albomarginatus - Epinephelus amblycephalus - Epinephelus analogus - Epinephelus andersoni - Epinephelus areolatus - Epinephelus awoara - Epinephelus bilobatus - Epinephelus bleekeri - Epinephelus bontoides - Epinephelus bruneus - Epinephelus caninus - Epinephelus chabaudi - Epinephelus chlorocephalus - Epinephelus chlorostigma - Epinephelus cifuentesi - Epinephelus clippertonensis - Epinephelus coeruleopunctatus - Epinephelus coioides - Epinephelus corallicola - Epinephelus costae – granik smugowy - Epinephelus cyanopodus | - Epinephelus daemelii - Epinephelus darwinensis - Epinephelus diacanthus - Epinephelus drummondhayi - Epinephelus epistictus - Epinephelus erythrurus - Epinephelus fasciatomaculosus - Epinephelus fasciatus – granik smugowy, granik obrzeżek - Epinephelus faveatus - Epinephelus flavocaeruleus - Epinephelus fuscoguttatus - Epinephelus gabriellae - Epinephelus goreensis – granik czarnolicy - Epinephelus guttatus – granik tofia - Epinephelus heniochus - Epinephelus hexagonatus - Epinephelus howlandi - Epinephelus indistinctus - Epinephelus irroratus - Epinephelus itajara – granik itajara - Epinephelus labriformis | - Epinephelus lanceolatus – itajara goliat - Epinephelus latifasciatus - Epinephelus lebretonianus - Epinephelus longispinis – granik pstrągowy - Epinephelus macrospilos - Epinephelus maculatus - Epinephelus magniscuttis - Epinephelus malabaricus - Epinephelus marginatus – granik wielki - Epinephelus melanostigma - Epinephelus merra - Epinephelus miliaris - Epinephelus morio – granik morio - Epinephelus morrhua – granik dorszowy - Epinephelus multinotatus - Epinephelus ongus - Epinephelus peruanus - Epinephelus poecilonotus - Epinephelus polylepis - Epinephelus polyphekadion | - Epinephelus polystigma - Epinephelus posteli - Epinephelus quinquefasciatus - Epinephelus quoyanus - Epinephelus radiatus - Epinephelus retouti - Epinephelus rivulatus - Epinephelus sexfasciatus - Epinephelus socialis - Epinephelus spilotoceps - Epinephelus stictus - Epinephelus stoliczkae - Epinephelus striatus – granik siodlasty - Epinephelus suborbitalis - Epinephelus summana – granik Summana - Epinephelus tauvina – granik panterka - Epinephelus timorensis - Epinephelus trimaculatus - Epinephelus trophis - Epinephelus tuamotuensis - Epinephelus tukula - Epinephelus undulatostriatus - Epinephelus undulosus |

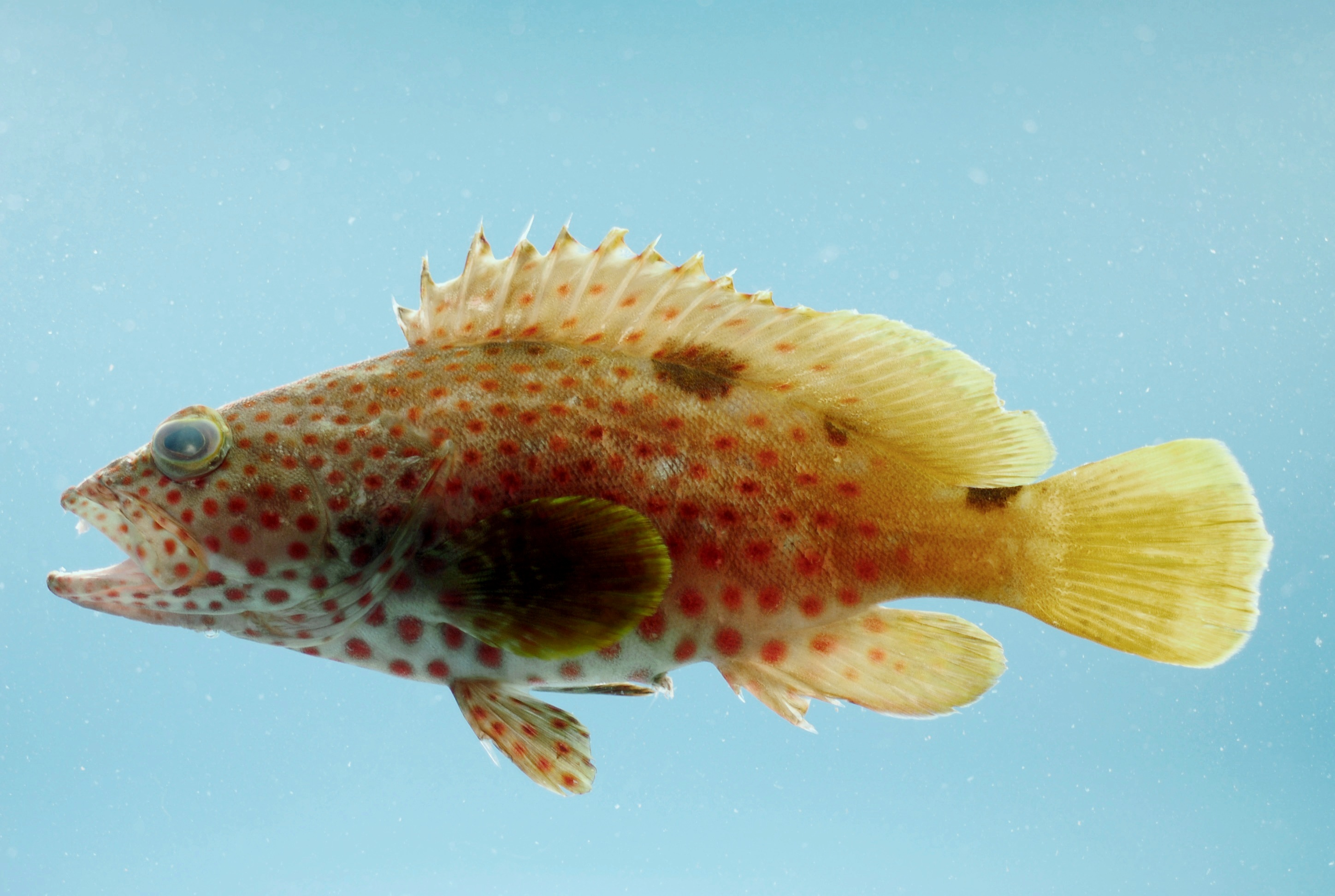
Epinephelus adscensionis
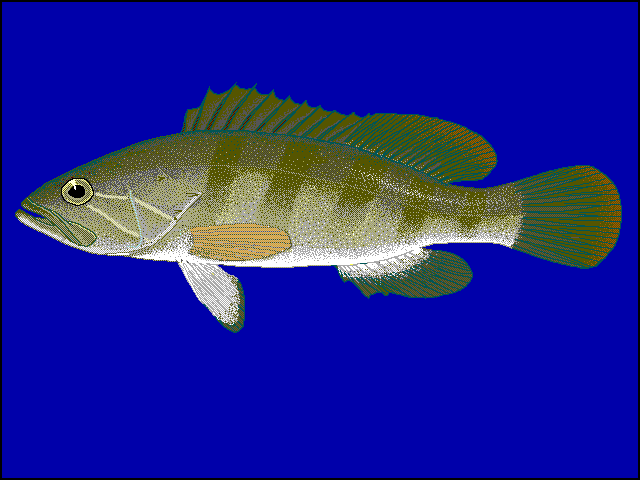
Epinephelus aeneus
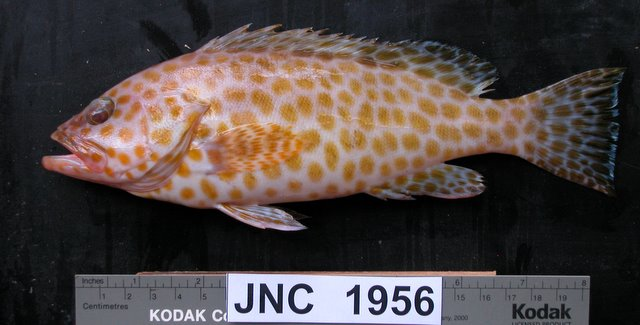
Epinephelus areolatus
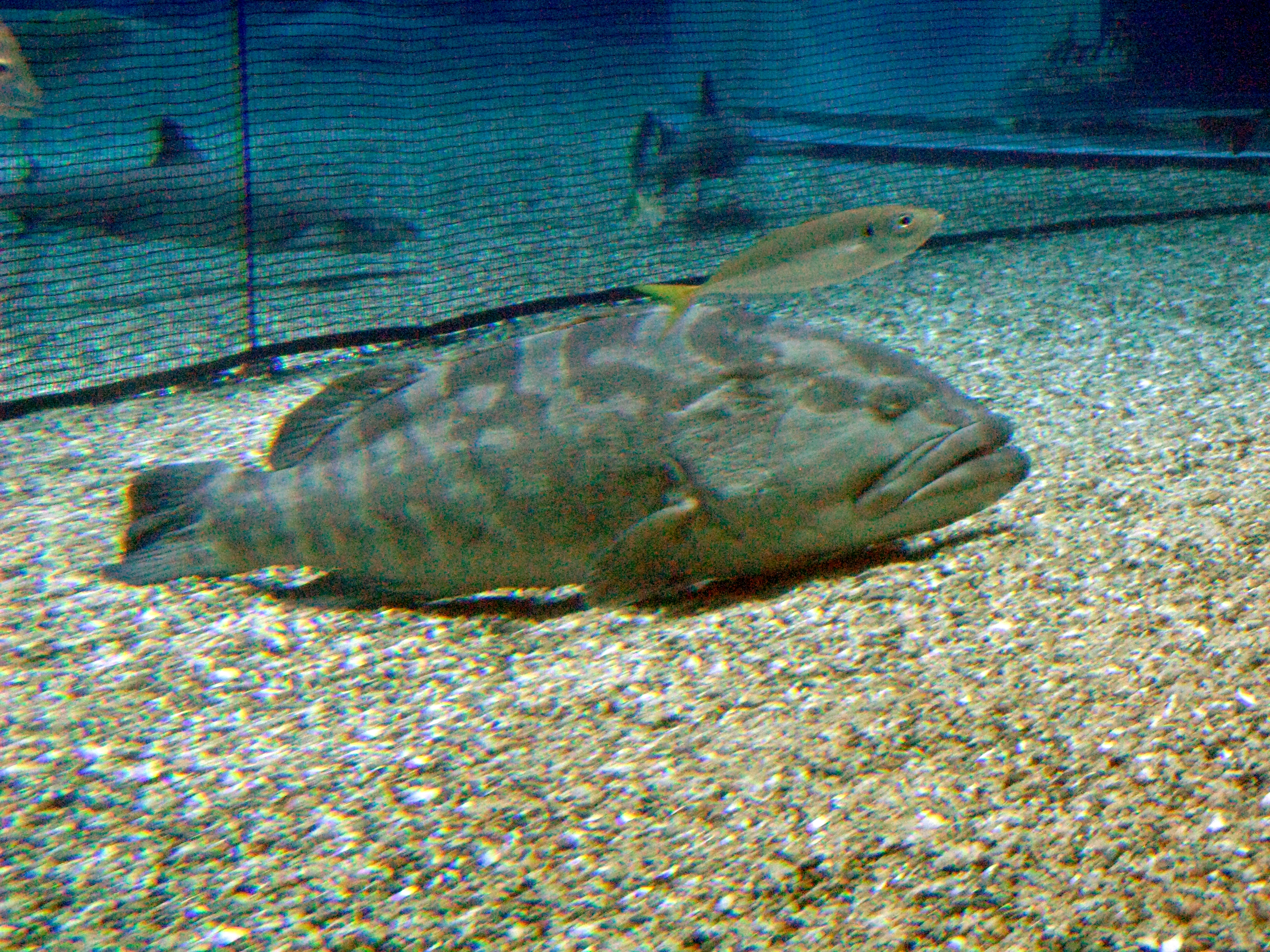
Epinephelus bruneus
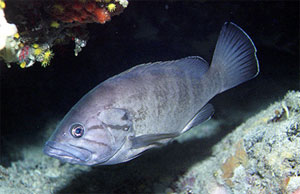
Epinephelus caninus
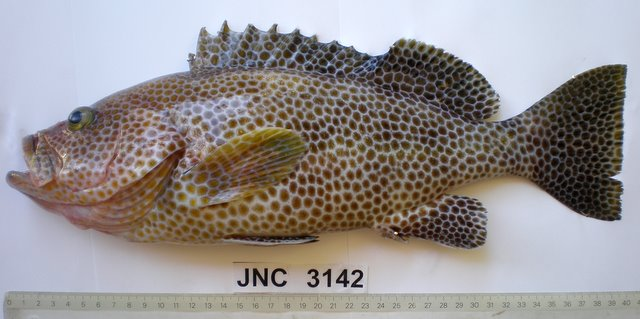
Epinephelus chlorostigma
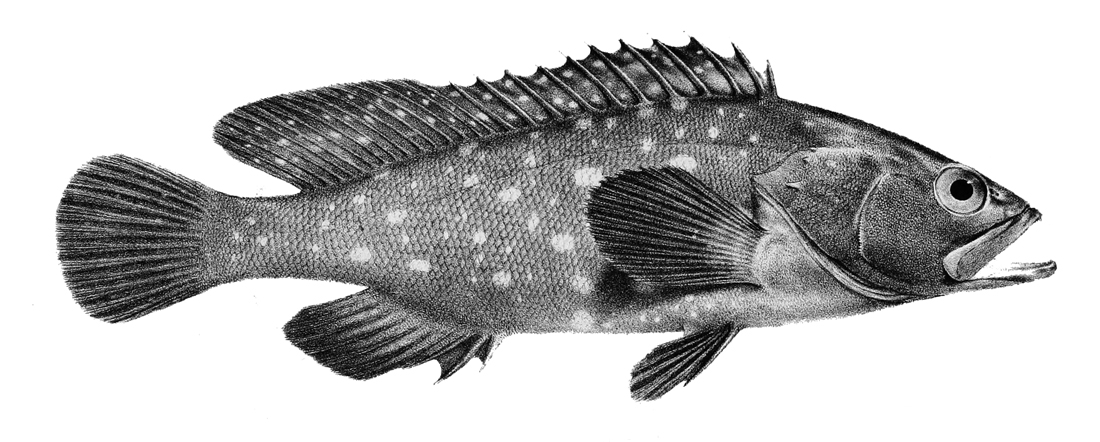
Epinephelus coeruleopunctatus
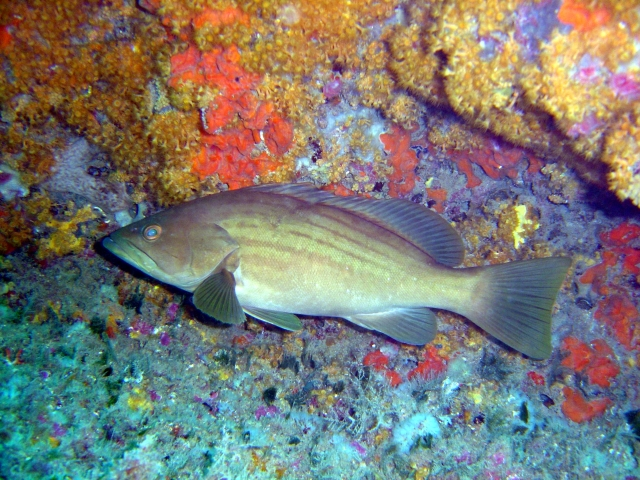
Epinephelus costae
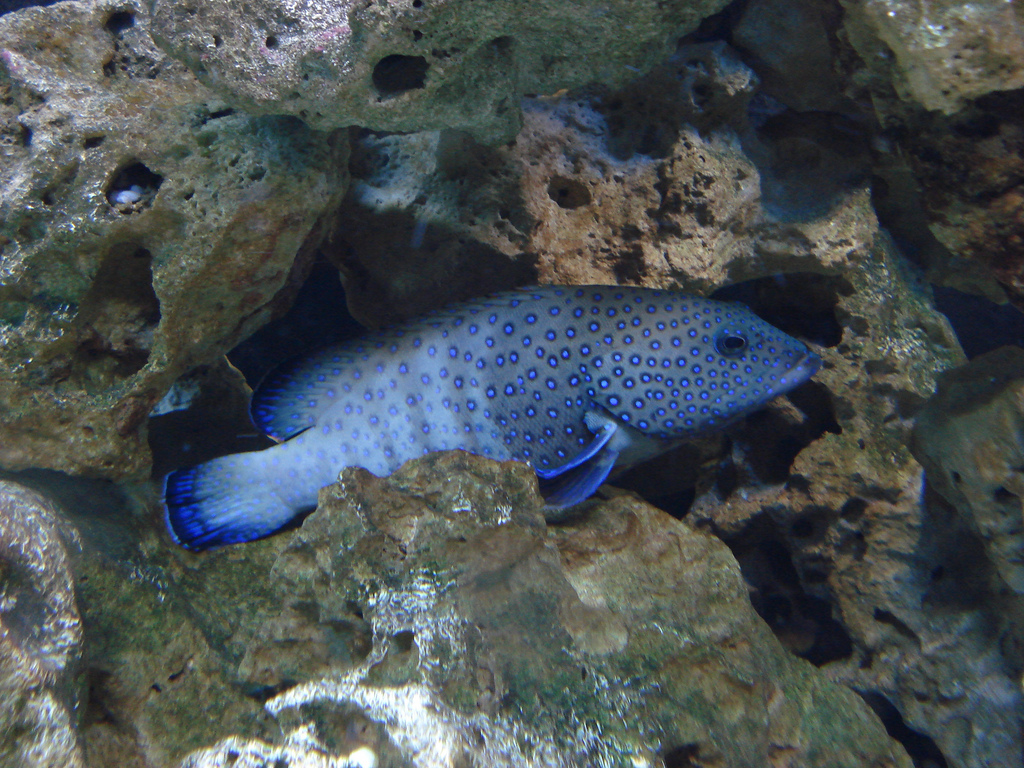
Epinephelus cyanopodus
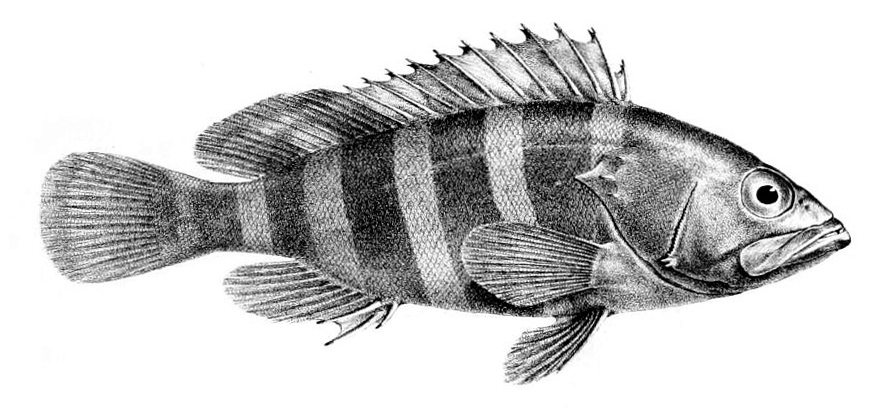
Epinephelus diacanthus
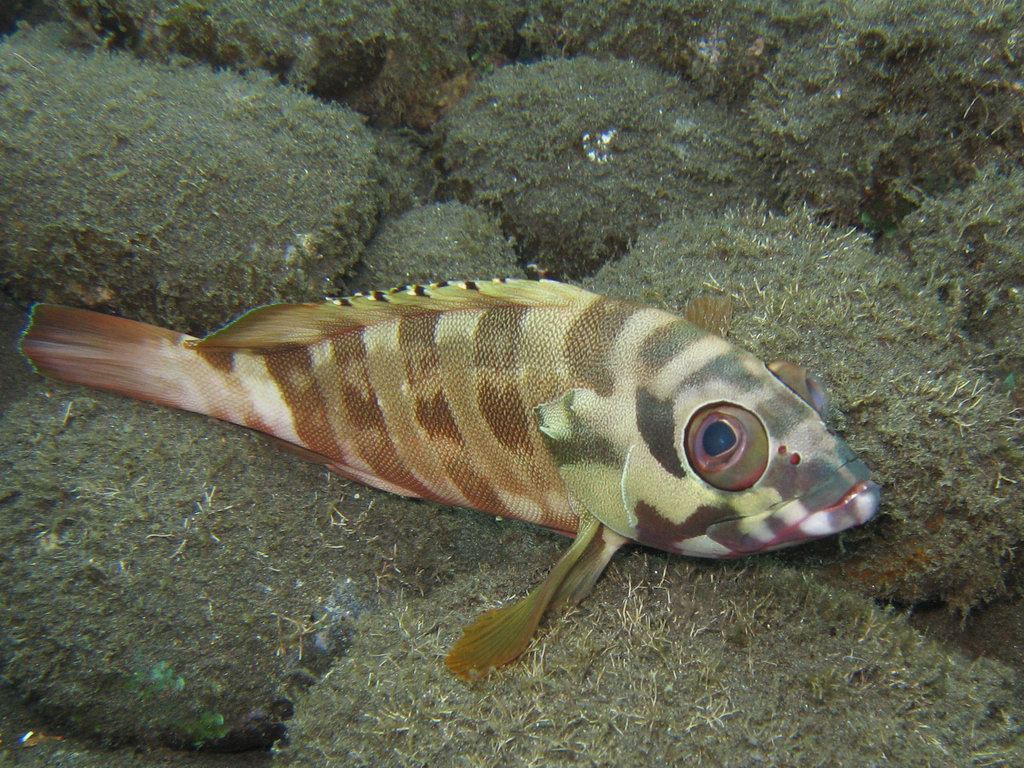
Epinephelus fasciatus
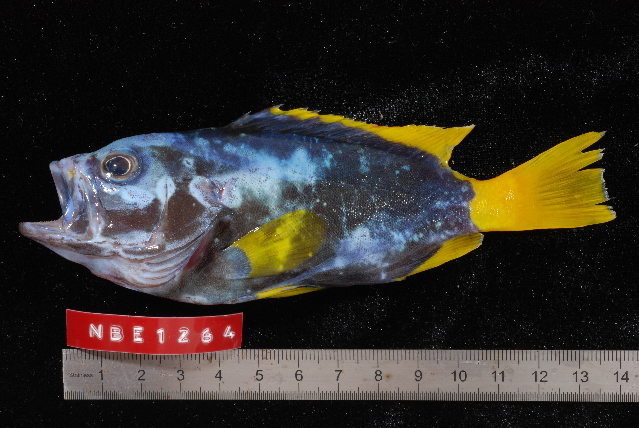
Epinephelus flavocaeruleus
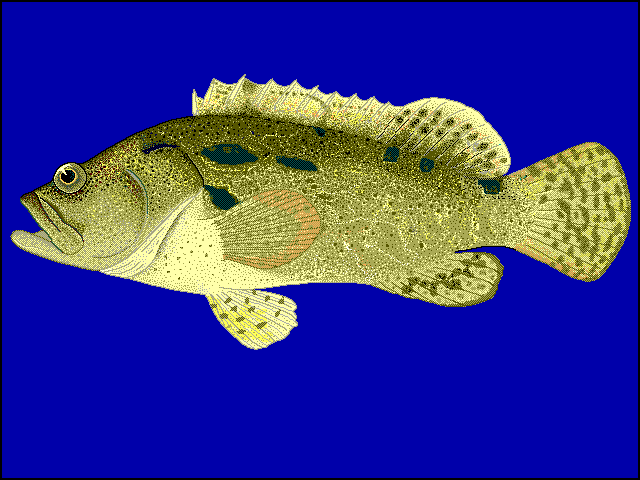
Epinephelus fuscoguttatus
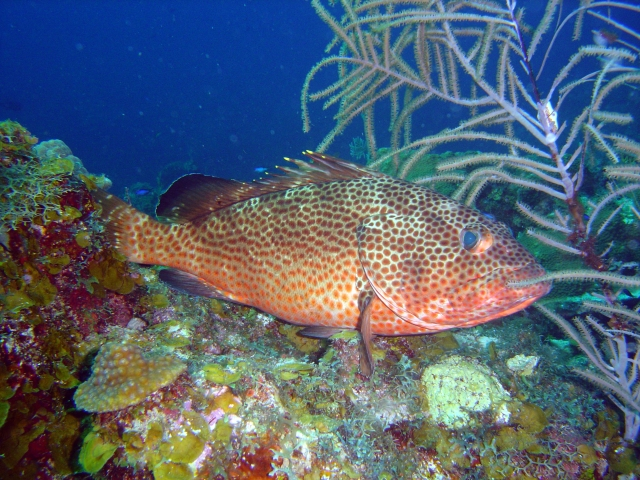
Epinephelus guttatus
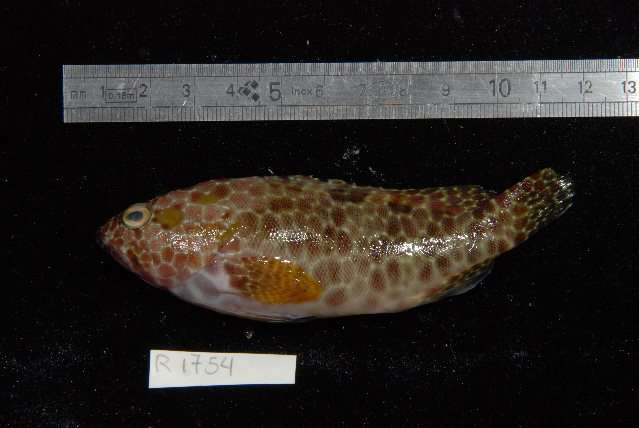
Epinephelus hexagonatus
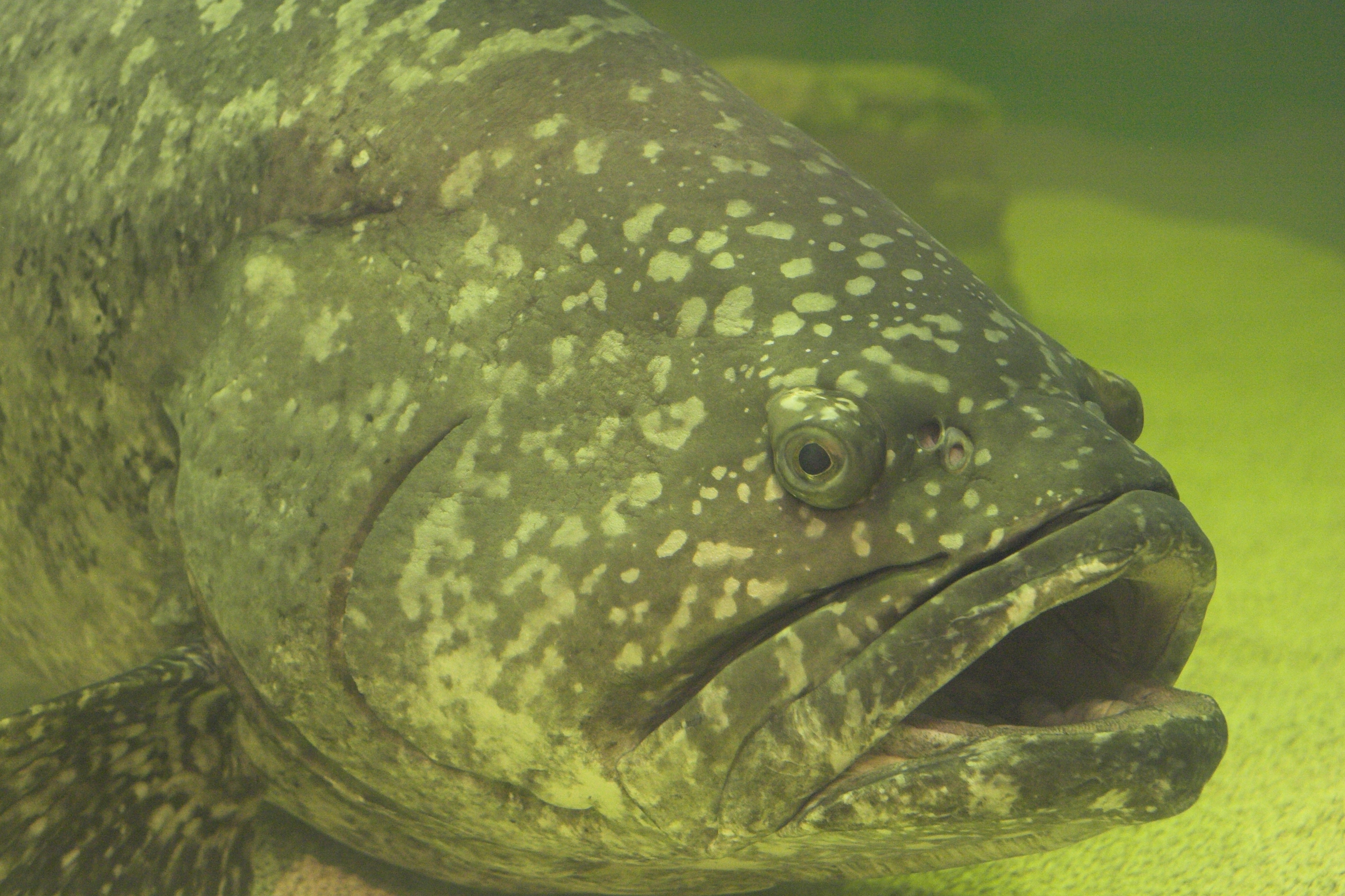
Epinephelus itajara
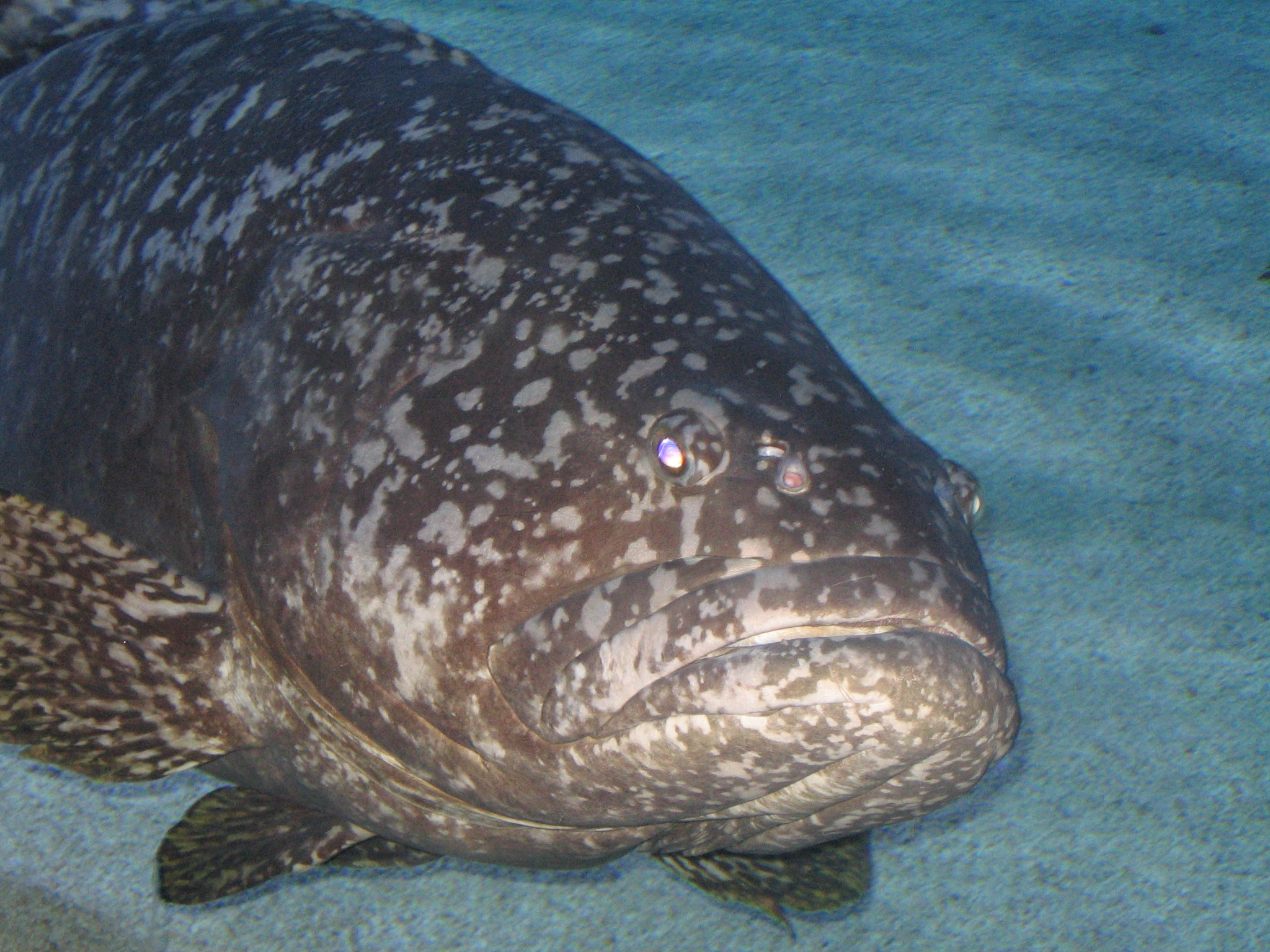
Epinephelus lanceolatus
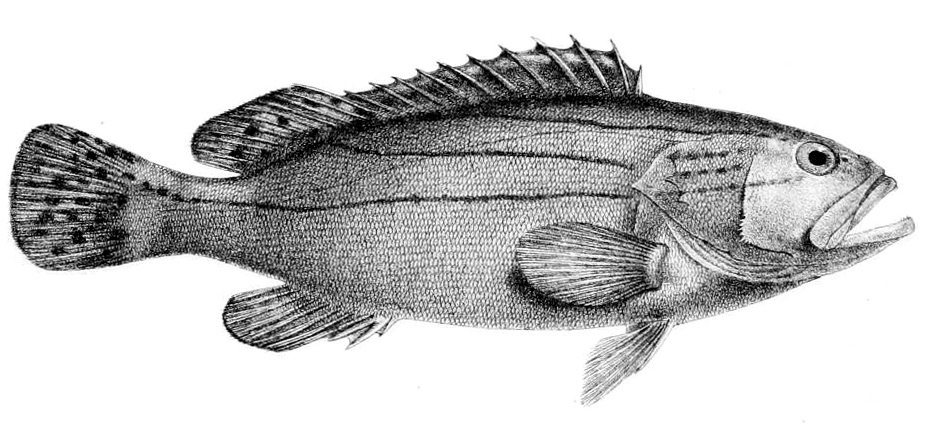
Epinephelus latifasciatus
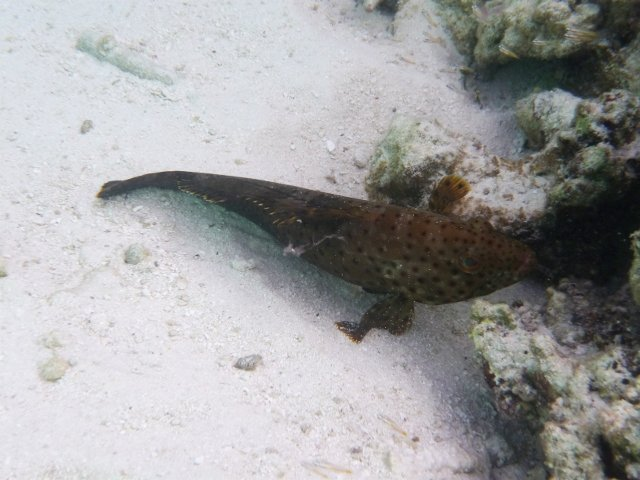
Epinephelus longispinis
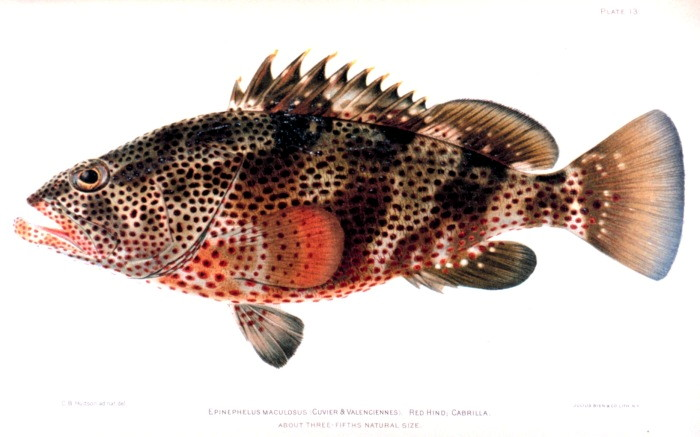
Epinephelus maculatus
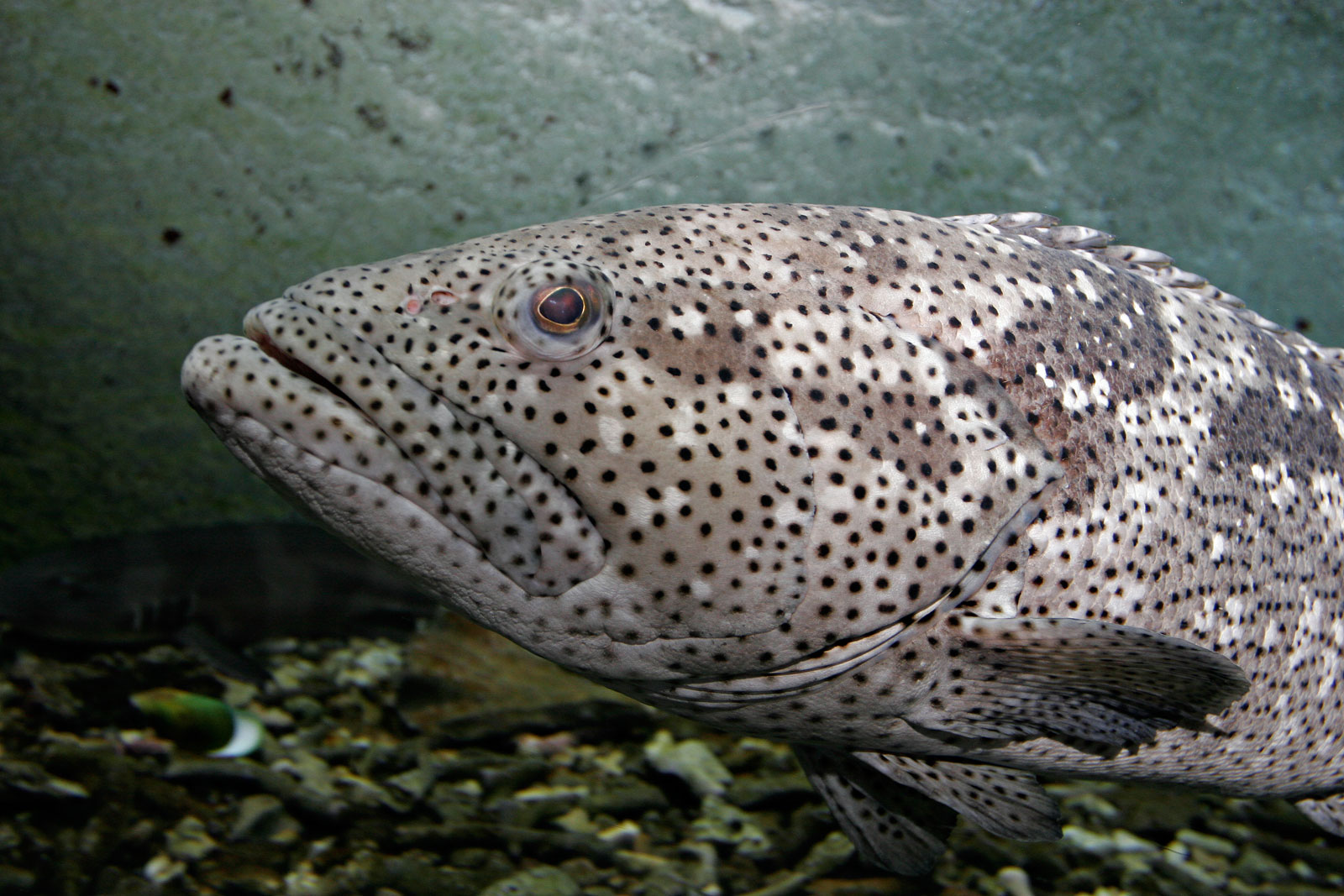
Epinephelus malabaricus
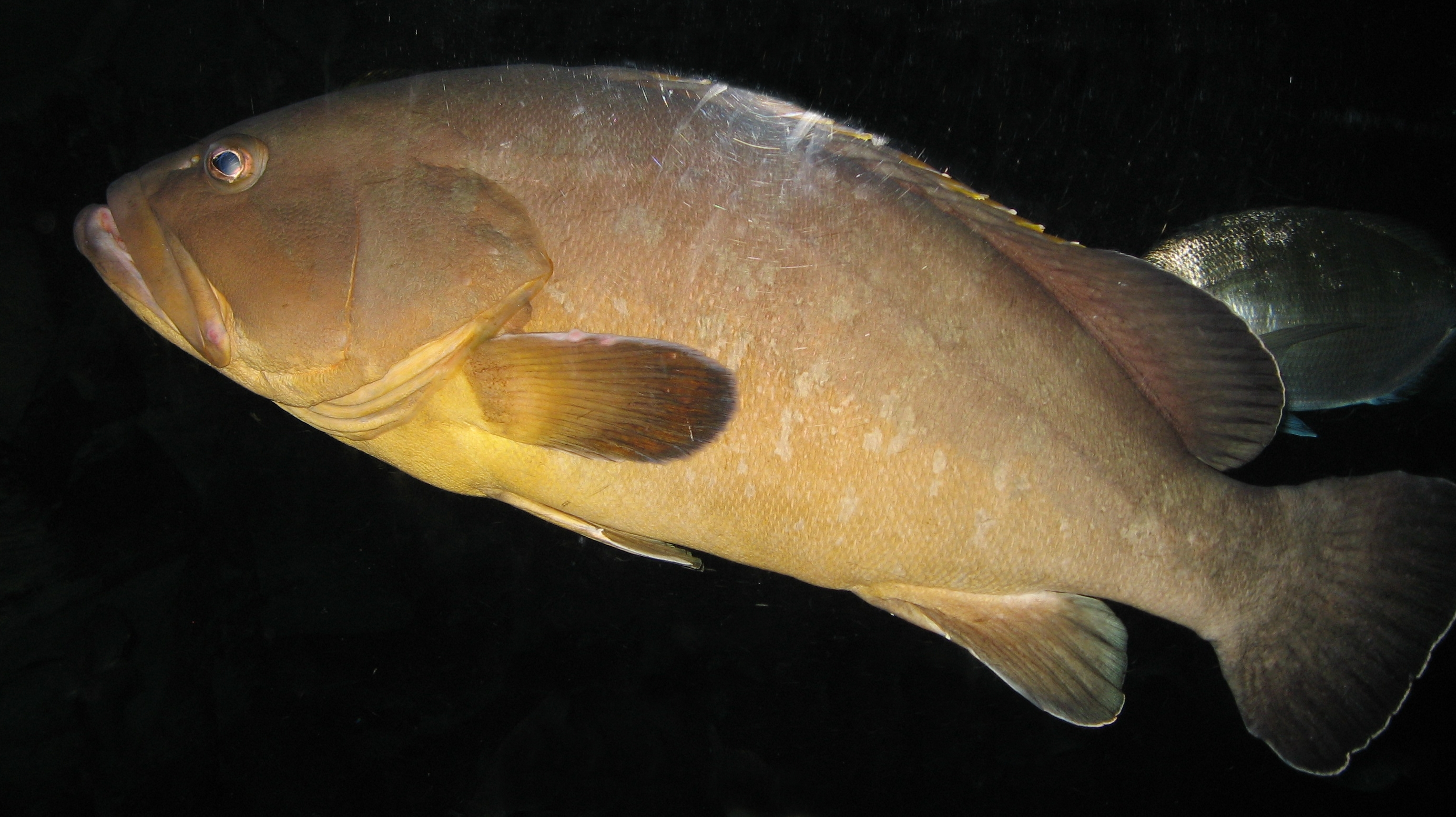
Epinephelus marginatus
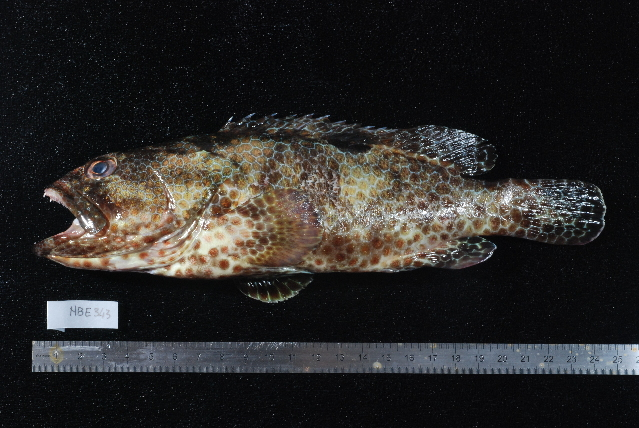
Epinephelus melanostigma
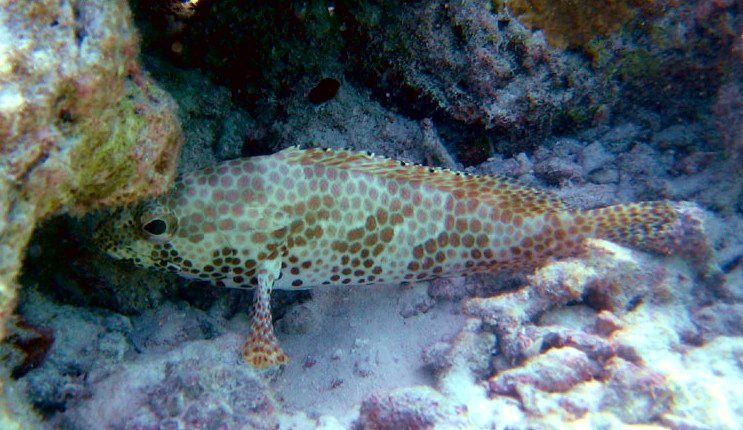
Epinephelus merra
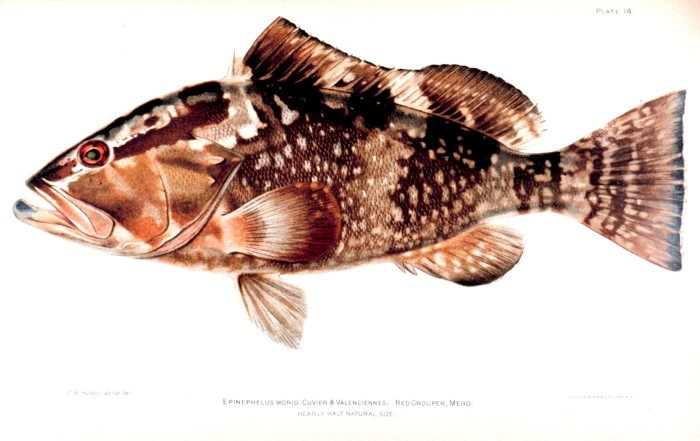
Epinephelus morio
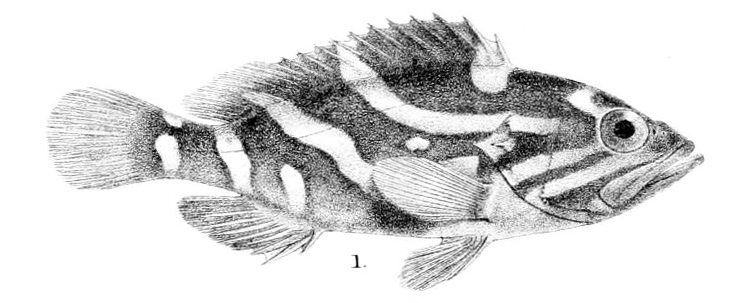
Epinephelus morrhua
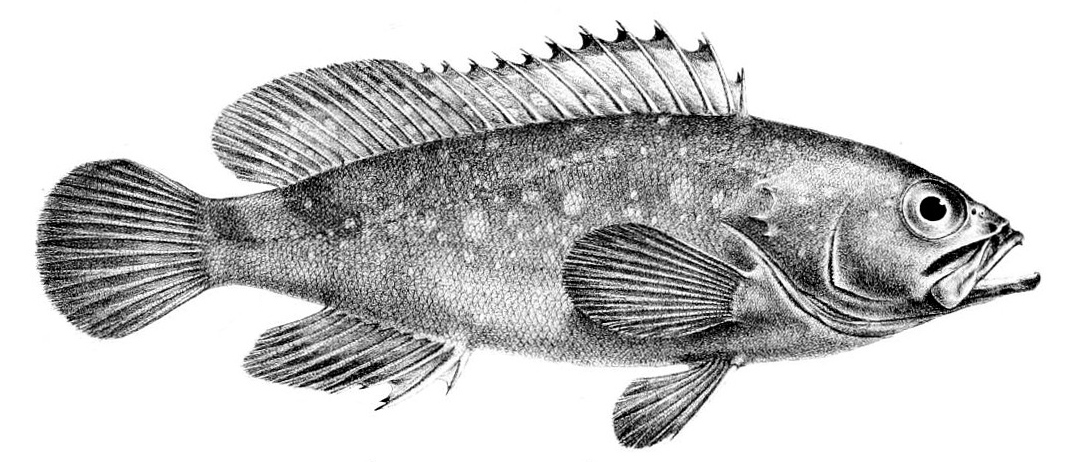
Epinephelus ongus
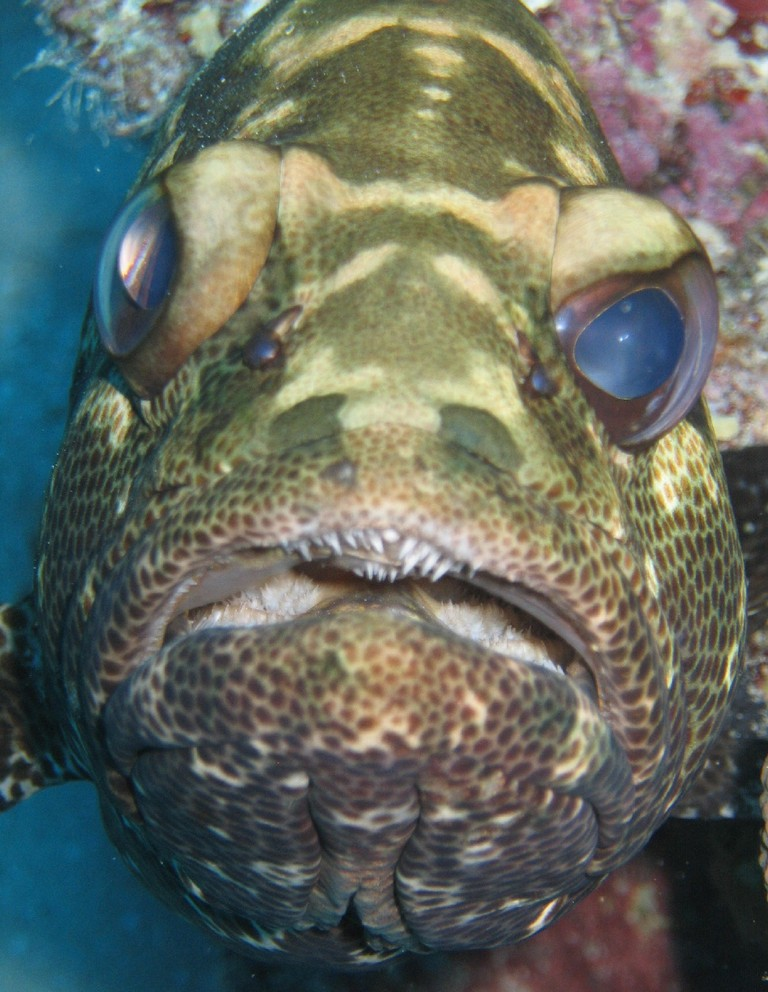
Epinephelus polyphekadion
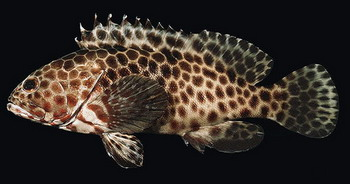
Epinephelus quoyanus
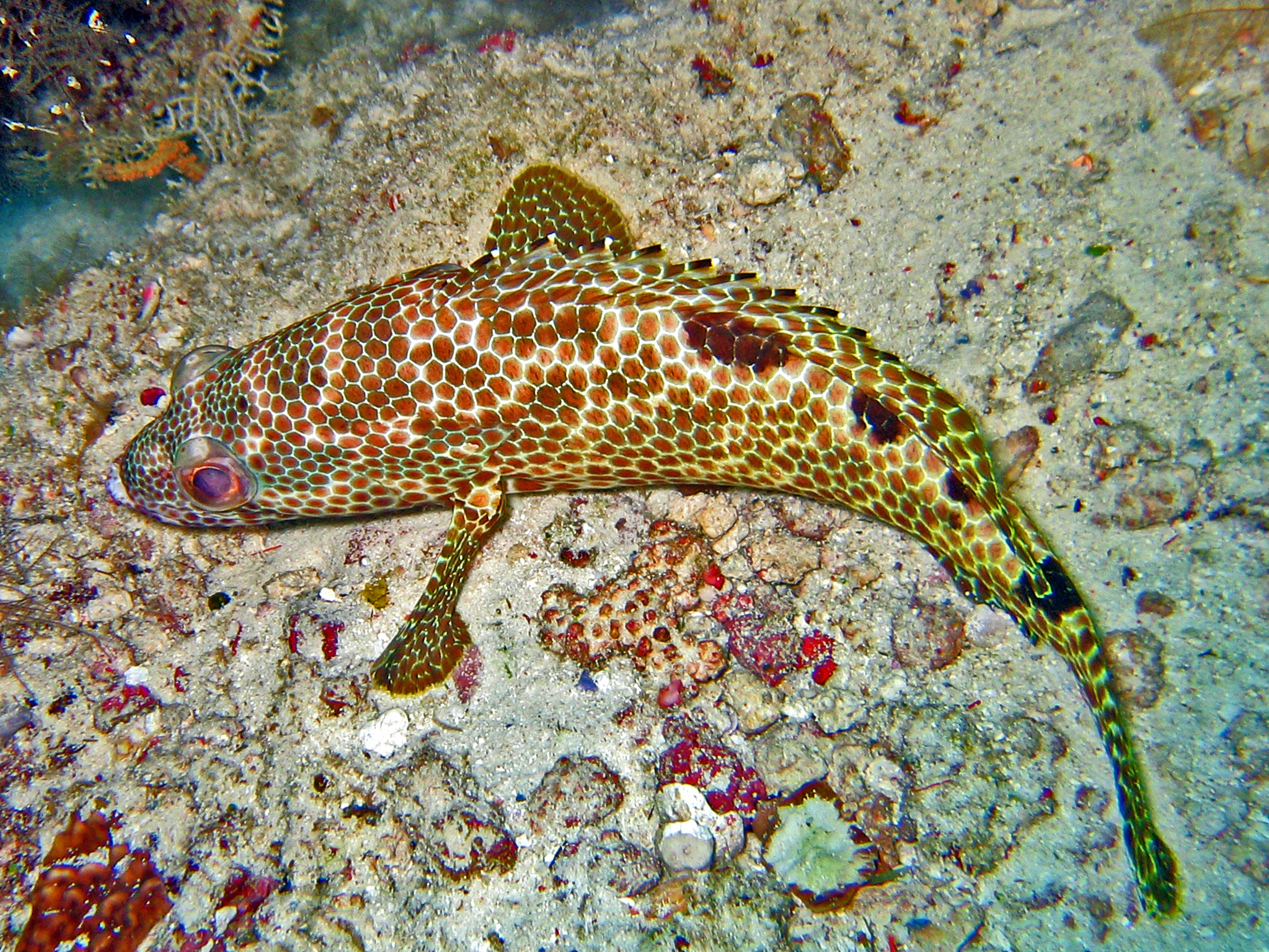
Epinephelus spilotoceps
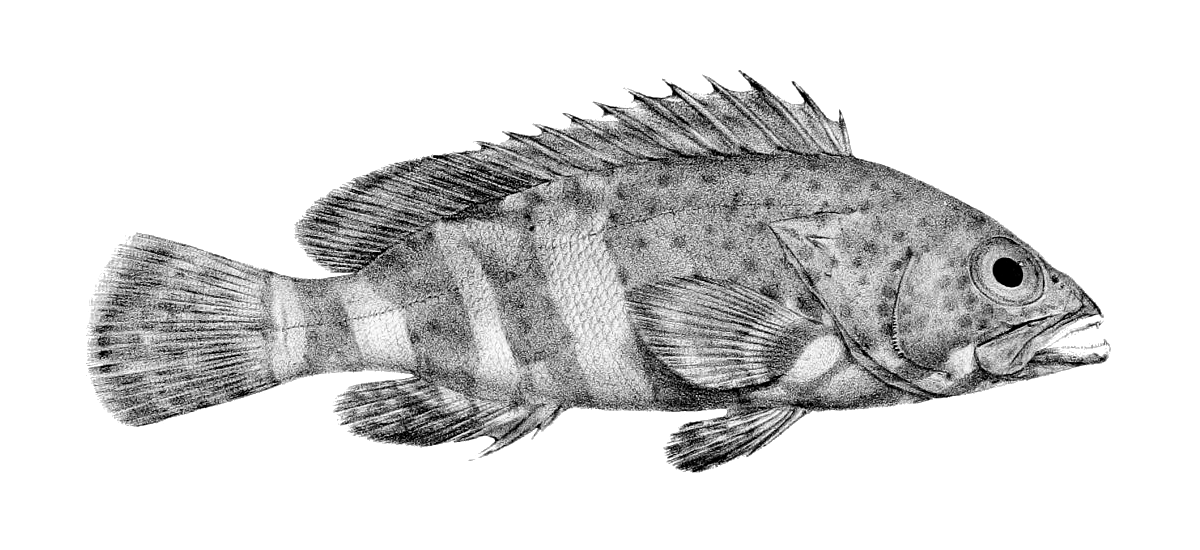
Epinephelus stoliczkae
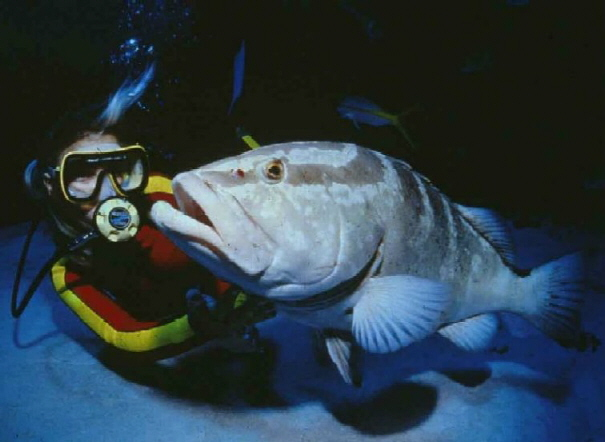
Epinephelus striatus
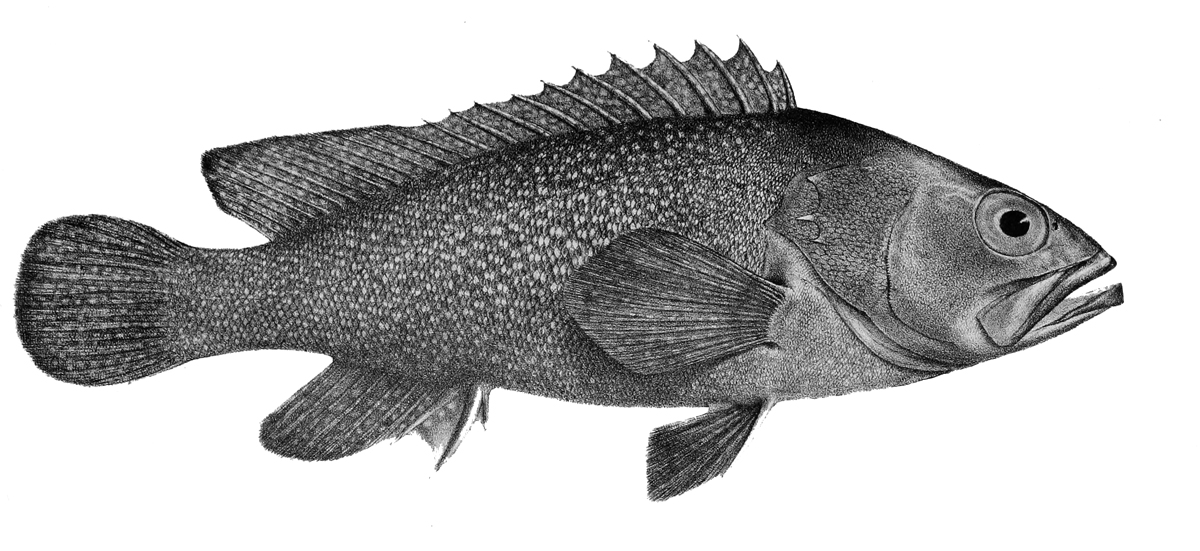
Epinephelus summana
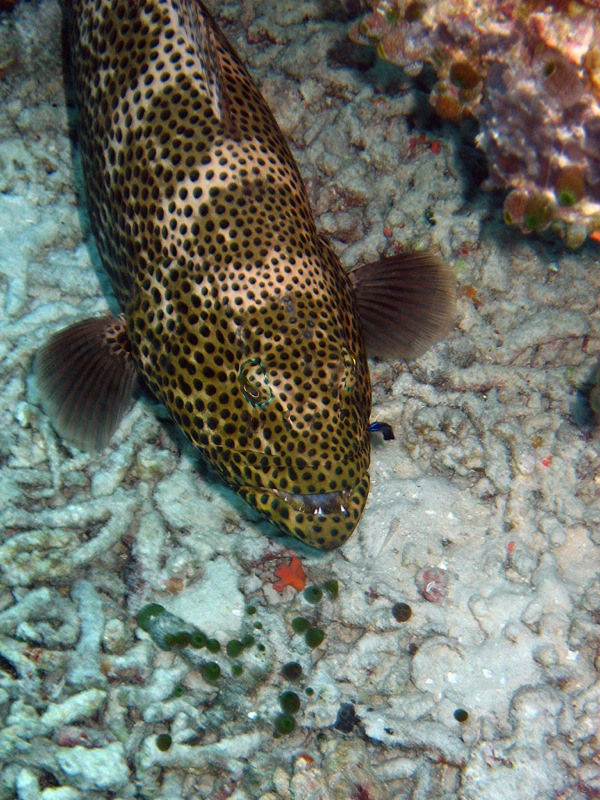
Epinephelus tauvina
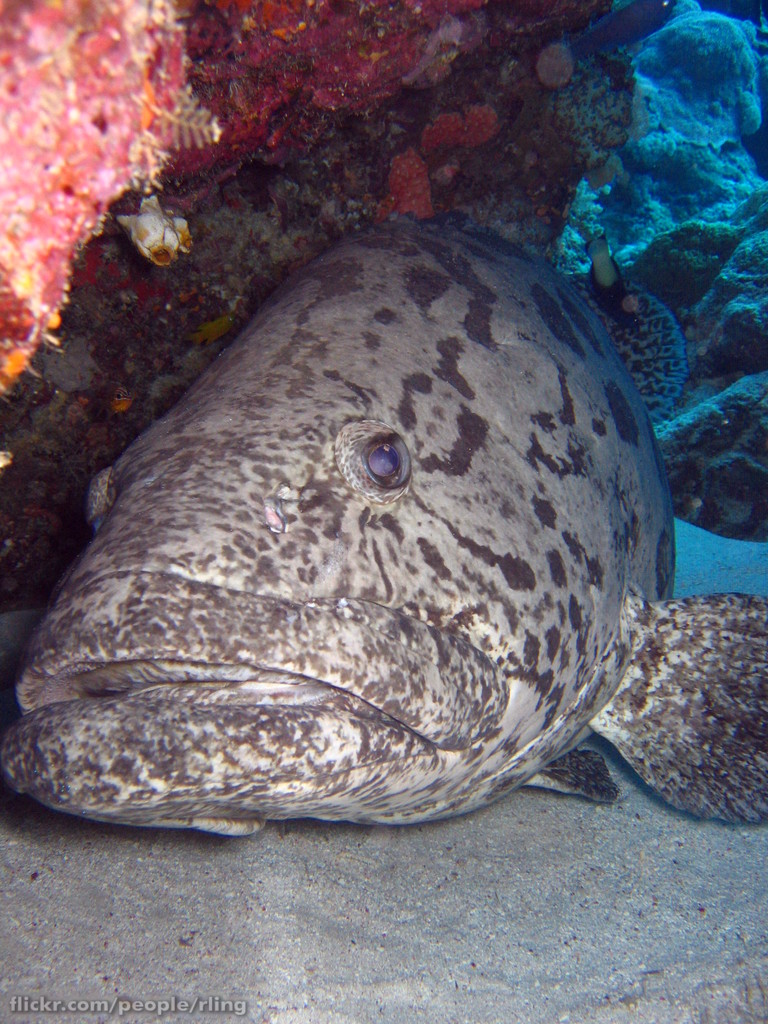
Epinephelus tukula